# Monnetier-Mornex
Monnetier-Mornex település Franciaországban, Haute-Savoie megyében. Lakosainak száma 2333 fő (2022. január 1.). Monnetier-Mornex Arthaz-Pont-Notre-Dame, Bossey, Étrembières, La Muraz és Reignier-Ésery községekkel határos.

## Népesség
A település népességének változása:
| Lakosok száma | 2332 | 2310 | 2311 | 2295 | 2304 | 2318 | 2332 | 2332 | 2333 |
|               | 2013 | 2015 | 2016 | 2017 | 2018 | 2019 | 2020 | 2021 | 2022 |